# 栗山浄水場
栗山浄水場（くりやまじょうすいじょう）は、千葉県松戸市栗山にある千葉県企業局（旧千葉県水道局）の浄水場。

## 概要
浄水場の敷地内に栗山配水塔があり2020年現在も使用されている。また、近隣にはちば野菊の里浄水場（2007年完成）がある。
1958年（昭和33年）に日量66,000m3の施設として給水が始まり、1966年（昭和41年）までに日量120,000m3の浄水施設を増設し、現在の日量186,000m3の給水能力の施設になった。
高度浄水処理は行われていない。
給水区域は松戸市の東部、市川市の東部、船橋市の西部となっている。
今後ちば野菊の里浄水場に浄水場としての機能を移転し、栗山浄水場は給水場として使用される予定である。
2012年（平成24年）5月にホルムアルデヒドが検出され取水を停止する事態が起こった。

## 設備

### 浄水設備
- 取水場
- 沈砂池
- 着水井
- 沈でん池
- 急速ろ過池[11]
- 配水池
- 取水ポンプ
- 送水ポンプ
- 配水ポンプ
- 洗浄ポンプ
- 発電設備